# Loma Tuza
Loma Tuza är en ort i Mexiko.   Den ligger i kommunen Acatepec och delstaten Guerrero, i den sydöstra delen av landet, 230 km söder om huvudstaden Mexico City. Loma Tuza ligger 2 289 meter över havet och antalet invånare är 736.
Terrängen runt Loma Tuza är kuperad åt nordost, men åt sydväst är den bergig. Runt Loma Tuza är det ganska glesbefolkat, med 43 invånare per kvadratkilometer. Närmaste större samhälle är Acatepec, 5,3 km sydväst om Loma Tuza. I omgivningarna runt Loma Tuza växer huvudsakligen savannskog.